# Предраг Ковачић
Predrag Kovačić (Sremska Mitrovica, 1985) je savremeni srpski umetnik, akademski vajar i vizuelni stvaralac čiji rad obuhvata crtež, skulpturu, ambijentalne instalacije, fotografiju i video. Njegovo stvaralaštvo karakteriše introspektivni pristup umetnosti, u kojem umetnički izraz postaje sredstvo lične transformacije, isceljenja i duhovnog razvoja.

## Biografija
Predrag Kovačić rođen je 1985. godine u Sremskoj Mitrovici, Srbija. Diplomirao je 2009. godine na Akademiji umetnosti u Novom Sadu, na odseku za vajarstvo, pod mentorstvom profesora Mladena Marinkova. Postdiplomske studije završio je 2013. godine, a dodatno je usavršavao svoje veštine u oblasti digitalne fotografije na Harvard Univerzitetu, gde je 2017. godine stekao sertifikat digitalne fotografije.

## Umetnički rad
Kovačićev rad obuhvata crteže, grafike, skulpture, ambijentalne instalacije, video i fotografiju. U središtu njegovog umetničkog izraza nalazi se crtež, koji koristi kao medijum introspekcije i energetske ekspresije. Linija u njegovim radovima nosi unutrašnju snagu i funkcioniše kao most između svesti i podsvesnog.
Skulpture, naročito one u kamenu, predstavljaju duboku povezanost umetnika s prirodnim materijalima. Kamen ne tretira isključivo kao sirovinu, već kao entitet sa sopstvenom energijom, koji postaje aktivni saradnik u procesu stvaranja. Kovačić svojim radom ukida granicu između umetnosti i duhovne prakse.
Njegove instalacije i crteži često sadrže meditativne i transformativne elemente, pozivajući posmatrača na unutrašnje istraživanje, prepoznavanje blokada i aktivaciju duhovne snage.

## Tematski okvir
Kovačićeva umetnost je zasnovana na ideji umetnosti kao procesa isceljenja i duhovnog razvoja. Svaka njegova kompozicija predstavlja put ka dubljoj spoznaji sopstvene suštine. Umetnost za njega nije samo forma, već sredstvo za istraživanje unutrašnjih svetova i univerzalnih principa postojanja.
Njegovo stvaralaštvo karakteriše procesualnost, ciklični povratak na ranije faze rada i stalna evolucija umetničkog izraza. Ne teži definisanju stila, već kontinuiranom istraživanju, pri čemu se svaka faza nadovezuje i transformiše.

## Izložbe

### Samostalne izložbe
Predrag Kovačić je do sada realizovao 32 samostalne izložbe, u galerijama i kulturnim centrima širom Srbije i inostranstva.

### Grupne izložbe
Učestvovao je na više od 100 grupnih izložbi u zemlji i inostranstvu. Neki od primera uključuju učešća u Japanu, Portugalu, Italiji, SAD, Grčkoj, Turskoj, Francuskoj, Nemačkoj, Mađarskoj, Argentini i drugim zemljama.
Kompletan spisak grupnih izložbi obuhvata period od 2002. do 2025. godine i uključuje prestižne događaje poput:
- Osten Bijenala crteža u Skoplju (Severna Makedonija),
- Međunarodnih poštanskih umetničkih izložbi (Mail Art),
- Izložbi savremenog crteža i skulpture u galerijama širom Evrope i Amerike.

## Zastupljenost u kolekcijama
Radovi Predraga Kovačića nalaze se u muzejskim, galerijskim i privatnim kolekcijama širom sveta, uključujući:
- Yuyama Gallery, Tokamachi City, Japan
- Karuizawa New Art Museum, Karuizawa, Japan
- National Chao-Chou Senior High School, Tajvan
- Estado de Cultura  Complejo Cultural Santa Cruz Ramón, Argentina
- Correio do Porto,VILA NOVA DE GAIA , Portugal
- Correio do Porto collection, Porto , Portugal
- Special Collections at Vanderbilt University Library in Nashville, SAD
- Sharon Arts Gallery of the New Hampsire Institute of Arts, Peterborugh, Hew Hampshire, SAD
- South Gallery at Greenfield Community College, Greenfield, Massachusetts, SAD
- Hoyt Gallery, Los Angeles, SAD
- Rochester Contemporary Art Center, Rochester, SAD
- Post Art Library, Joplin, Missouri, SAD
- Midwest City Library, Midwest City, Okland, SAD
- ARTLIFE Foundation Ventura, SAD
- Museum E "WZC IMMACULATA" Edegem, Belgija
- Biblioteca Comunale Roma, Italija
- Adalar Kültür Dernegi, Büyükada , Istanbul, Turska
- Budapest Stamp Museum, Mađarska
- OSTEN Bijenale crteža, Svetska galerija crteža Skoplje / Severna Makedonija
- Centar za kulturu „Veljko Dugošević“ Kučevo
- Galerija „Čedomir Krstić“ Pirot
- Narodni muzej – Umetnička galerija Vranje
- Narodni muzej Leskovac
- Galerija „Lazar Vozarević“, Sremska Mitrovica
- Umetnička kolekcija Šumatovačke – Centar likovne umetnosti i obrazovanja Beograd
- Muzej Srema, Sremska Mitrovica

## Filozofija stvaranja
Umetnost za Predraga Kovačića nije statična, već živa praksa koja se razvija uporedo s njegovim duhovnim rastom. On umetnost vidi kao ritual samospoznaje, kroz koji se ostvaruje veza između unutrašnjih svetova i spoljašnje realnosti. Njegova dela funkcionišu kao vizuelni vodiči i simboli unutrašnjih procesa, pozivajući posmatrača da otkrije sopstvenu suštinu.

## Dodatne informacije
- Zvanje: Akademski vajar – profesor likovne kulture
- Završene studije: Akademija umetnosti u Novom Sadu, master 2013.
- Dodatno obrazovanje: Harvard University (Digitalna fotografija, 2017)

## Spoljašnje veze
- Građenje estetske ličnosti kao cilj 20.02.2020. "M Novine"
- Skulpture ispred ateljea 5.5.2011. Sremske Novine
- Zvanična internet prezentacija